# Doksjytsy
Doksjytsy (vitryska: Докшыцы) är en stad i Belarus.   Den ligger i voblasten Vitsebsks voblast, i den norra delen av landet, 110 km norr om huvudstaden Horad Mіnsk. Doksjytsy ligger 204 meter över havet och antalet invånare är 6 906.

## Natur och klimat
Terrängen runt Doksjytsy är platt. Runt Doksjytsy är det glesbefolkat, med 14 invånare per kvadratkilometer.. Det finns inga andra samhällen i närheten.
Omgivningarna runt Doksjytsy är en mosaik av jordbruksmark och naturlig växtlighet.  Trakten ingår i den hemiboreala klimatzonen. Årsmedeltemperaturen i trakten är 3 °C. Den varmaste månaden är juli, då medeltemperaturen är 18 °C, och den kallaste är februari, med −12 °C.